# Ben Johnson (sprinter)
Benjamin Sinclair Johnson (* 30. prosince 1961, Falmouth, Jamajka) je bývalý kanadský sprinter, známý svými dopingovými skandály.

## Sportovní kariéra
Pochází z Jamajky, jeho rodina se přestěhovala do Toronta v roce 1976. Běhání se začal věnovat v tréninkové skupině Charlieho Francise, bývalého kanadského atletického reprezentanta. Prvním Johnsonovým úspěchem byly dvě stříbrné medaile na Hrách Commonwealthu v roce 1982 v závodě na 100 metrů a štafetě 4 × 100 m. Letní olympijské hry 1984 mu přinesly třetí místo na individuální stovce i ve štafetě. Vyhrál 60 metrů na halovém šampionátu v Paříži, v lednu 1986 vytvořil na této trati světový rekord časem 6,50 s. Na stovce vyhrál Kontinentální pohár v atletice 1985 a Hry dobré vůle 1986. Na Hrách Commonwealthu 1986 vybojoval prvenství na sto metrů i ve štafetě, přidal k tomu bronz ze dvoustovky. Na mistrovství světa v atletice 1987 v Římě porazil ve finále stovky favorizovaného Carla Lewise a vytvořil nový světový rekord 9,83 s. Byl za to vyhlášen nejlepším sportovcem roku v anketě Associated Press a obdržel vyznamenání Order of Canada. Stále také drží rekordní čas na méně vypisované trati 50 metrů časem 5,55 sekundy, ten ale není uznán z důvodu prokázaného dopingu.
Odveta s Lewisem na soulské olympiádě přitahovala pozornost médií a fanoušků, zvláště poté, co v jediném přímém souboji na mítinku v Curychu 17. srpna 1988 Lewis Johnsona porazil. Olympijské finále 24. září 1988 však Johnson suverénně vyhrál v novém světovém sekordu 9,79 s. Oba atleti dosáhli také tehdejší rekordní rychlosti běhu 12,05 m/s (43,37 km/h), když jeden desetimetrový úsek trati proběhli v čase 0,83 sekundy.

## Dopingový skandál
O tři dny později však dopingoví komisaři oznámili, že Johnson byl pozitivně testován na stanozolol a olympijské zlato mu bylo odebráno. Trenér Francis přiznal, že Johnsonovi podával doping od roku 1981, dodal ale, že dělal jenom to, co všichni ostatní. Faktem je, že pět z osmi soulských finalistů bylo v průběhu kariéry usvědčeno z užívání zakázaných stimulantů. Reakcí na skandál bylo vytvoření Dubinovy komise, která od ledna 1989 vyšetřovala užívání drog mezi kanadskými sportovci.
V roce 1991 se Johnson po vypršení trestu vrátil na dráhu. Na barcelonské olympiádě postoupil z rozběhu, ale byl vyřazen v semifinále. 7. ledna 1993 měl po vítězném mítinku v Grenoble opět pozitivní dopingový nález, což vedlo k doživotnímu zákazu startu.
V roce 1999 se objevila v novinách zpráva, že Muammar Kaddáfí najal Bena Johnsona jako trenéra pro svého syna, nadějného fotbalistu Saadiho, z kontraktu však nakonec sešlo. V srpnu 2013 se Johnson připojil k protidopingové kampani Pure Sport.